# Гулик Назарій Ярославович
Гулик Назарій Ярославович (нар. 27 лютого 1989, Івано-Франківськ, Україні) — український підприємець, інвестор, засновник IT-компанії Empat та співзасновник венчурної студії VictoriaTech.
Назар Гулик є амбасадором Асоціації «IT Ukraine» у США, Techstars Community Leader в Сан-Франциско, а також учасником Forbes Business Council Member.  

## Ранні роки й освіта
Назар Гулик народився 27 лютого 1989 року в Івано-Франківську, у родині підприємців.
У 2011 році Гулик закінчив Національний університет «Києво-Могилянська академія» за спеціальністю «Програмна інженерія». У 2012 році він закінчив Львівський національний університет імені Івана Франка, здобувши вищу освіту за спеціальністю «Міжнародні відносини» та кваліфікацію політолога-міжнародника і перекладача. У 2013 році Назар завершив навчання у Національному університеті «Києво-Могилянська академія», отримавши кваліфікацію магістра за спеціальністю «Менеджмент організацій і адміністрування».
У 2017 році здобув ступінь MBA від Київської школи економіки (KSE). У 2024 році Назар Гулик приєднався до річної програми LEAD від Stanford University Graduate School of Business.

## Кар’єра
Професійна кар’єра Назара Гулика розпочалася у 2011 році в компанії Red Bull Ukraine. Спершу він проходив стажування під час навчання в університеті, а після його закінчення приєднався до digital-відділу компанії.
У вересні 2013 року Назар перейшов до агенції Prodigi, де продовжив роботу з брендом Red Bull у масштабі всього CIS регіону. У 2014 році разом із Ігорем Шаверським він вирушив у навколосвітню подорож у межах власного проєкту WaveUp International. Метою подорожі було ознайомлення з різними стартап-екосистемами та налагодження партнерських зв’язків.
З березня по серпень 2015 року працював account-менеджером у BBDO Ukraine.
У 2015-2018 роках Назар приєднався як третій партнер до вебагенції Schrödinger's Cat Laboratory.
У 2017-2019 роках Назар Гулик став співзасновником стартапу Octogin, що у 2018 році разом з двома іншими компаніями трансформувався в IT-компанію Empat. Спершу 80% портфоліо складали українські замовники, але після вторгнення Росії у 2022 році компанія переорієнтувалася на міжнародні проєкти, зберігаючи повністю українську команду.
У жовтні 2024 року під час тижня інновацій TechWeek, організованим a16z, в Сан-Франциско (США) Назар разом з партнерами провели перший в Кремнієвій долині український захід з оборонних технологій. Під час цього заходу оголосили про створення венчурної студії VictoriaTech з фокусом на оборонні технології.
У листопаді 2024 року Назар Гулик разом з партнерами організували дводенний Defense Hackathon на авіаносці USS Hornet, де учасники розв'язували проблеми, надані військовими підрозділами, за підтримки партнерів Brave One, Сил Безпілотних Систем, Міністерства оборони України та менторів із Naval Special Warfare, MIT Lincoln Labs, та Anduril.
Empat реалізувала ряд волонтерських проєктів, зокрема Heal.ua для підтримки українських лікарів, RevengeFor для збору коштів на ЗСУ, портал скаутської організації «Пласт», а також ініціативи We are Ukraine, Empat School, Spend with Ukraine, Mil.in.ua, та Ukraine Now для популяризації України у світі.
Назар Гулик є амбасадором Асоціації «IT Ukraine» у США, Techstars Community Leader в Сан-Франциско, а також учасником Forbes Business Council Member.  

## Особисте життя
Назар проживає в Сан-Франциско, Каліфорнія. Він займається марафонським бігом і активно бере участь у міжнародних забігах.